# Meridiano 179 este
El meridiano 179 este de Greenwich es una línea de longitud que se extiende desde el Polo Norte atravesando el Océano Ártico, Asia, el Océano Pacífico, el Océano Antártico y la Antártida hasta llegar al Polo Sur.
El meridiano 179 este forma un gran círculo con el meridiano 1 oeste.
Comenzando desde el Polo Norte y dirigiéndose hacia el Polo Sur, este meridiano atraviesa:
| País, territorio o mar | Notas                                                                                               |
| ---------------------- | --------------------------------------------------------------------------------------------------- |
| Océano Ártico          | |
| Rusia                  | Isla de Wrangel                                                                                     |
| Océano Ártico          | |
| Rusia                  | |
| Mar de Bering          | Golfo de Anadyr                                                                                     |
| Rusia                  | |
| Mar de Bering          | |
| Estados Unidos         | Isla de Amchitka, Alaska, Estados Unidos                                                            |
| Océano Pacífico        | Pasa justo al este de la isla de Vaitupu, Tuvalu Pasa justo al oeste del atolón de Funafuti, Tuvalu |
| Fiyi                   | Isla de Vanua Levu                                                                                  |
| Mar de Koro            | Pasa justo al este de la isla de Makogai, Fiyi                                                      |
| Fiyi                   | Isla de Wakaya                                                                                      |
| Océano Pacífico        | Pasa justo al este de las Islas Antípodas, Nueva Zelanda                                            |
| Océano Antártico       | |
| Antártida              | Dependencia Ross, reclamada por Nueva Zelanda                                                       |